# Алберт II фон Закс
Алберт II фон Закс (на немски: Albert II von Sax; † 4 юни 1228/15 ноември 1235) е благородник от фамилията фон Закс (von Sax, първоначално de Sacco) от днешна Източна Швейцария.

## Произход
Той е син на рицар Хайнрих I фон Закс († 1247/11 януари 1248). Внук е на Алберт де Закис († 1210) и съпругата му фон Закс. Правнук е на Айхериус Дела Торе († сл. 1204). Брат е на Херман фон Закс († сл. 1253).
Фамилията се разделя на графовете фон Закс-Мизокс и на фрайхерен/бароните фон Хоензакс.

## Фамилия
Алберт II фон Закс се жени вер. за фон Вилденбург. Те имат децата:
- Хайнрих II фон Закс († 24 юли 1274), има 9 сина
- Улрих I фон Закс († сл. 1257), женен вер. за Анна фон Шеленберг; има 2 сина
- Алберт III фон Закс († 6 ноември 1280); има 4 сина